# Mehmet Özcan
Mehmet Özcan (* 10. August 1998 in Kozan) ist ein türkischer Fußballspieler.

## Karriere
Özcan begann mit dem Vereinsfußball in der Jugend von Çukurova Üniversitesi SK und wechselte 2010 in den Nachwuchs von Adana Gençlerbirliği. Im Januar 2016 wurde er als Profispieler von Eskişehirspor verpflichtet. Ab dem Saisonstart 2017/18 wurde Özcan am Training der Profimannschaft beteiligt und gab am 21. September 2017 in der Pokalbegegnung gegen 24 Erzincanspor sein Profidebüt.